# Deporte de invierno

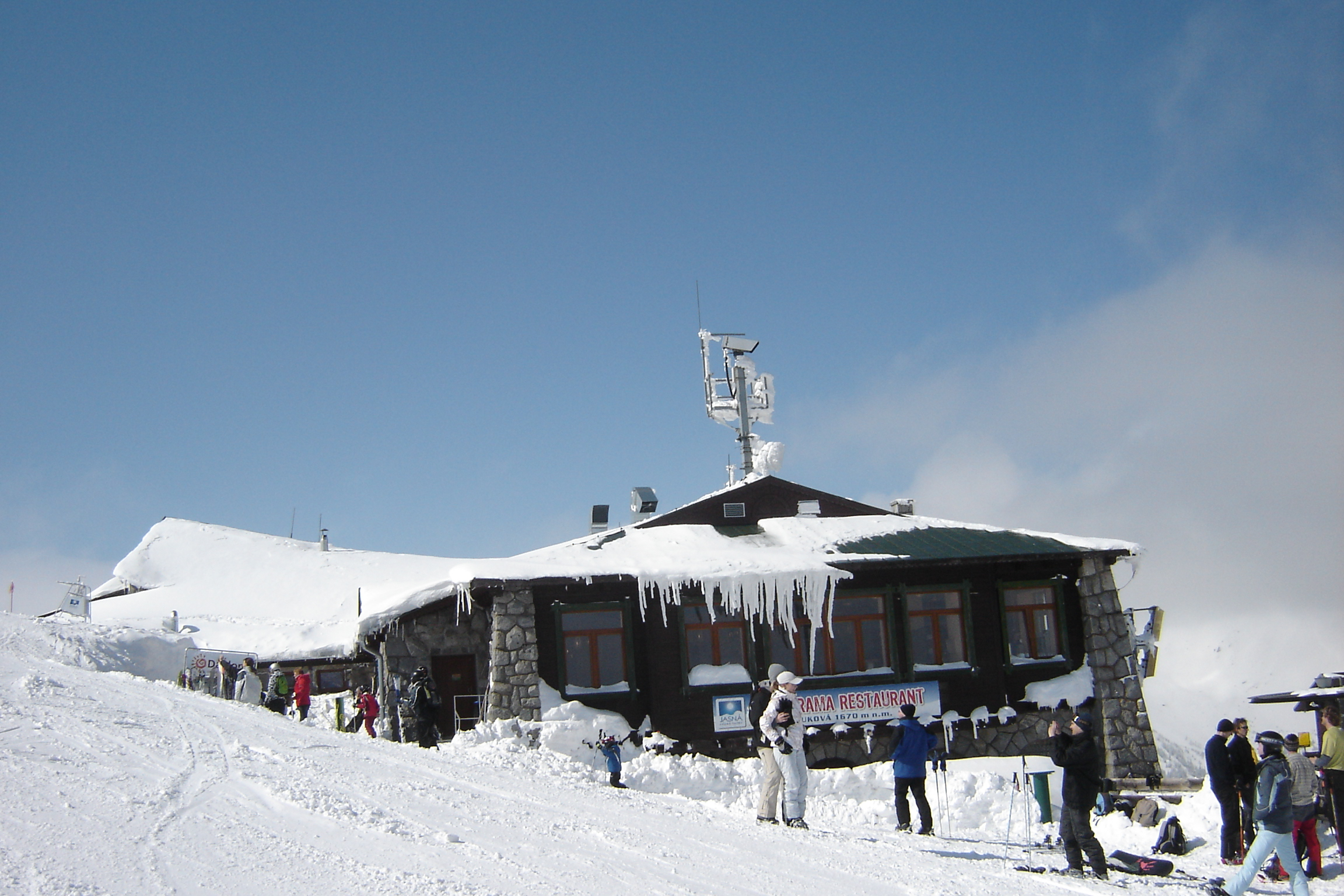
Estación de esquí Jasná en el centro de Eslovaquia.

Los deportes de invierno o actividades de invierno son deportes competitivos o actividades recreativas no competitivas que se practican sobre nieve o hielo. La mayoría son variaciones de esquí, patinaje sobre hielo y trineo. Tradicionalmente, estos juegos sólo se practicaban en zonas frías durante el invierno, pero la nieve artificial y el hielo artificial permiten una mayor flexibilidad. Las áreas de juego y los campos se componen de nieve o de hielo.
El hielo artificial puede utilizarse para proporcionar pistas de hielo para el patinaje sobre hielo, el hockey sobre hielo, el ringette, el broomball de interior, el bandy, el rinkball y el hockey sobre esponja en un clima más cálido. El deporte de patinaje de velocidad utiliza una pista circular de hielo congelado, pero en algunas instalaciones la pista se combina en un área cerrada utilizada para deportes que requieren una pista de hielo o se utiliza la propia pista.
Los deportes individuales más comunes son el esquí de fondo, el esquí alpino, el snowboard, el salto de esquí, el patinaje de velocidad, el patinaje artístico, el luge, el skeleton, el bobsleigh, la orientación de esquí y la motonieve.
Los deportes de equipo más comunes son el hockey sobre hielo, la ringette, el broomball (tanto en una pista de hielo cubierta como en una pista de hielo exterior o en un campo de nieve), curling y bandy. Según el número de participantes, el hockey sobre hielo es el deporte de equipo de invierno más popular del mundo, seguido del bandy.
Los deportes de invierno tienen sus propios eventos multideportivos, como los Juegos Olímpicos de Invierno y la Universiada de Invierno.

## Historia
La nieve y el hielo durante el invierno  han dado lugar a otros medios de transporte, como los trineos, los esquís y los patines. Esto también ha llevado a que se desarrollen diferentes pasatiempos y deportes en la tempora de invierno en comparación con otras épocas del año. Naturalmente, los deportes de invierno son más populares en los países con estaciones invernales más largas.
Aunque la mayoría de los deportes de invierno se practican al aire libre, el hockey sobre hielo, el patinaje de velocidad y, en cierta medida, el bandy, se han trasladado al interior a partir de mediados del siglo XX. Las pistas de patinaje cubiertas con hielo artificial permiten practicar el patinaje sobre hielo y el hockey en climas cálidos.
Los deportes de invierno al aire libre se verán probablemente gravemente afectados por el cambio climático en el próximo siglo.

## Disciplinas más comunes
Nota: el asterisco indica que el deporte en particular está incluido en el programa de los Juegos Olímpicos de Invierno.

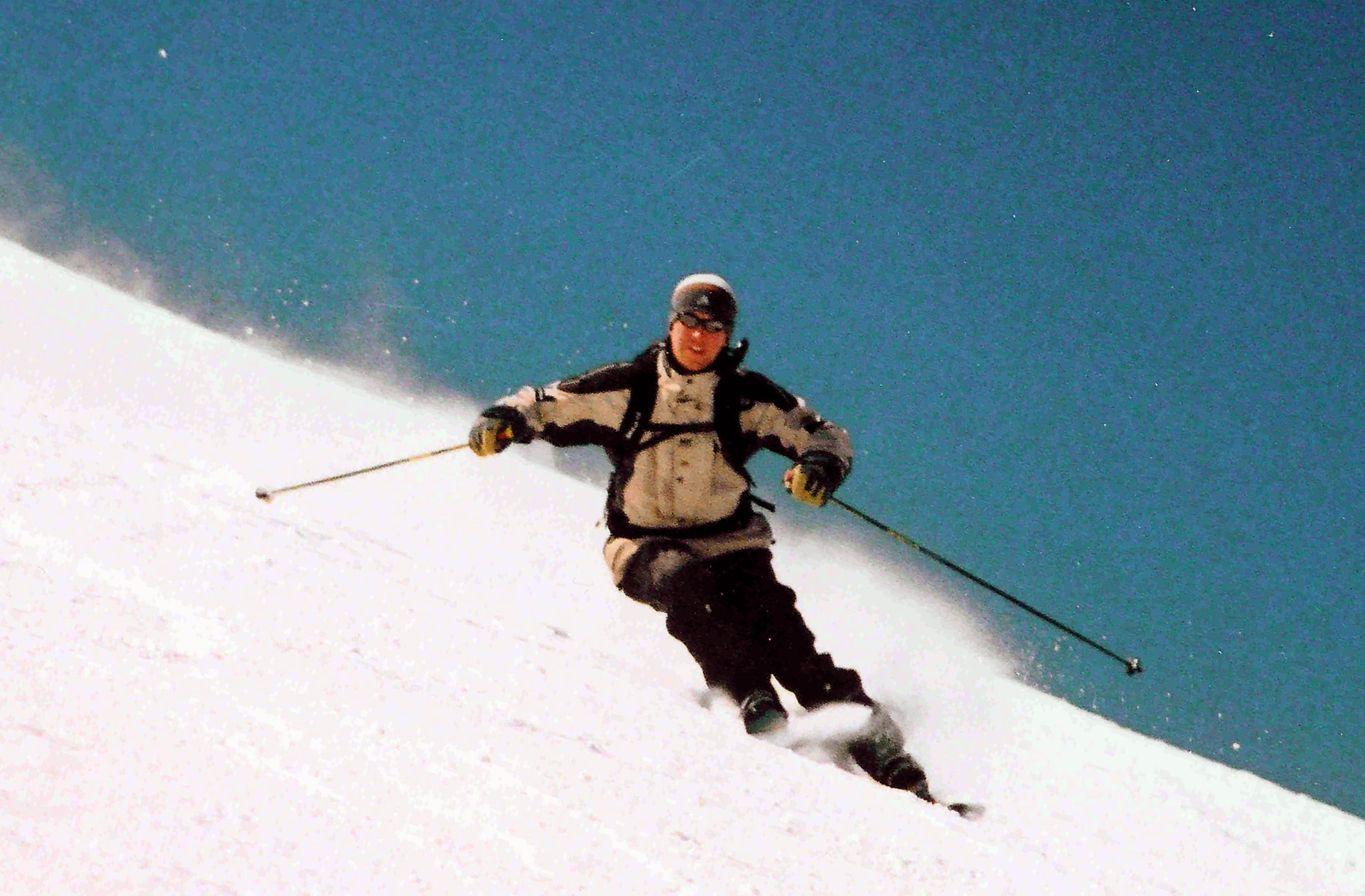
Esquí

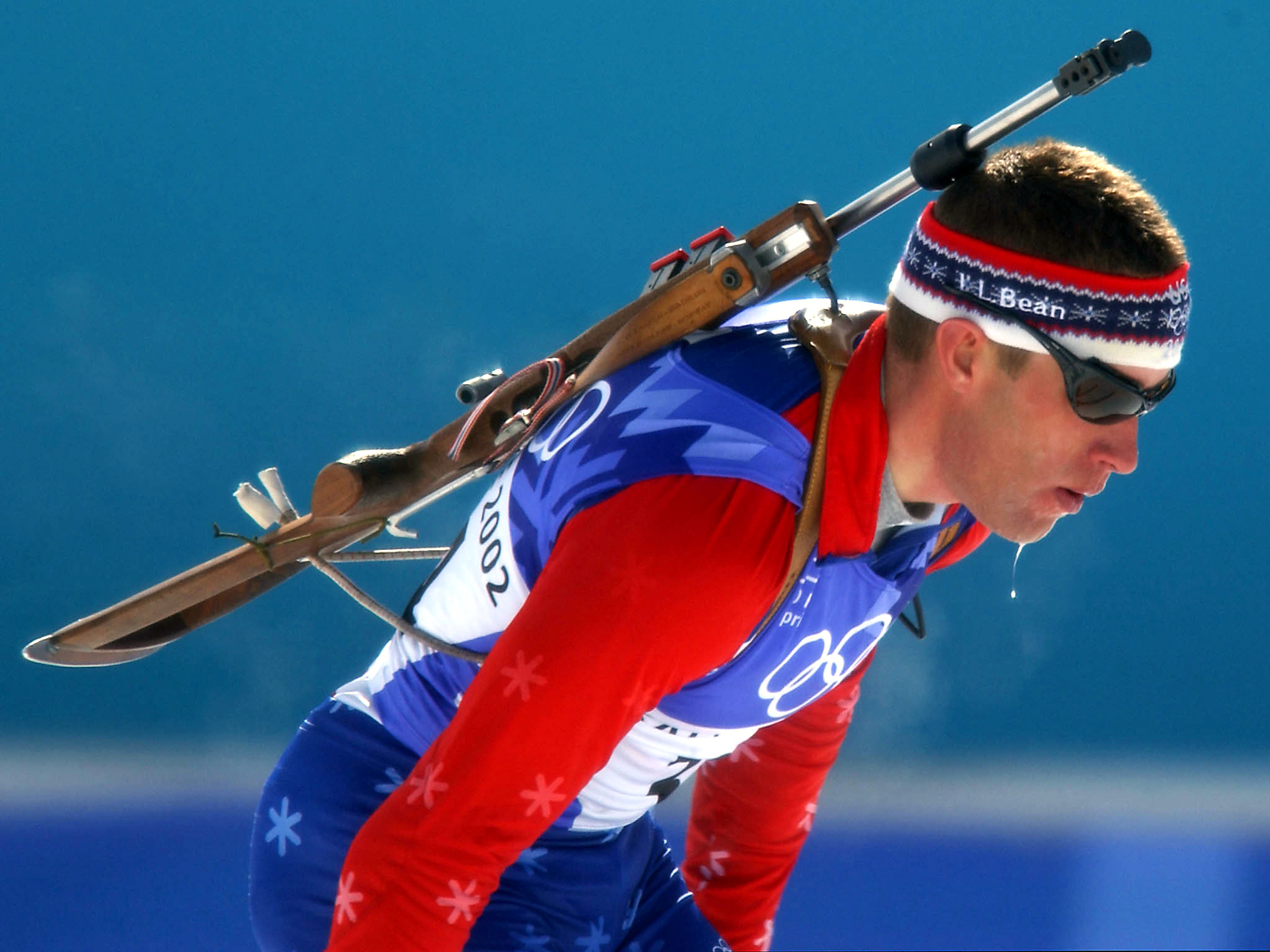
El biatleta estadounidense Jeremy Teela en los Juegos Olímpicos de Invierno 2002.

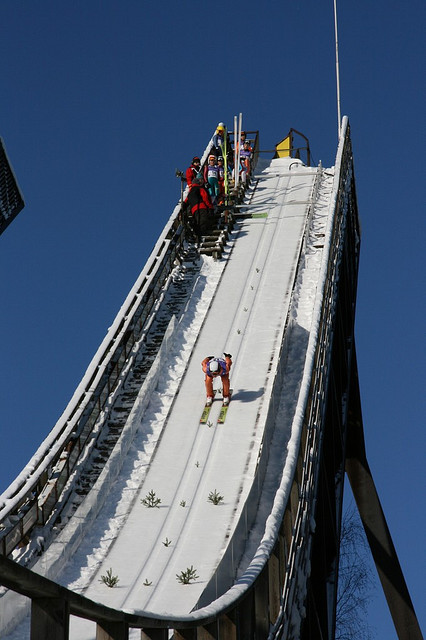
Salto con esquíes en Salpausselkä en Lahti, Finlandia en 2010

### Patinaje sobre hielo
- Patinaje artístico *
- Patinaje de velocidad *
- Patinaje de velocidad en pista corta *
- Patinaje sincronizado *

### Esquí
- Esquí alpino *
- Biatlón *
- Esquí de fondo *
- Esquí acrobático *
- Combinada nórdica *
- Skiboarding
- Skijöring
- Salto de esquí *
- Esquí de velocidad
- Telemark

### Descenso en trineo
- Bobsleigh *
- Luge *
- Skeleton *

### Snowboard
- Mediotubo *
- Carrera *
- Estilo libre *
- Eslalon *

### Motos de nieve
- Estilo libre
- Carrera
- Carrera a través
- Escalada

### Deportes de equipo
- Bandy
- Broomball
- Curling *
- Hockey sobre hielo *
- Curlin bávaro
- Ringette

## Características de los deportes de invierno

### Deportes de nieve

#### Biatlón

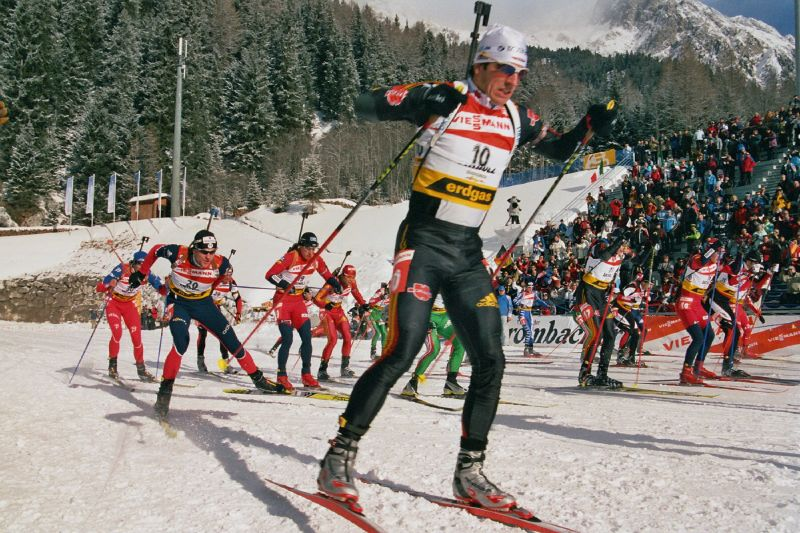
Salida del grupo (también conocida como salida en masa) en 2006 en Antholz-Anterselva (IT).

El biatlón (del latín bi, "dos", y del griego athlon, "concurso") es una prueba que combina dos disciplinas. Por costumbre, cuando se habla de el biatlón, se refiere a la combinación de esquí de fondo y tiro con rifle. En la actualidad, la práctica del biatlón al más alto nivel está regulada por la Unión Internacional de Biatlón que organiza las principales competiciones. Aunque se considera una disciplina de esquí o deporte de nieve, el biatlón es completamente autónomo de la Federación Internacional de Esquí, otra institución mundial con autoridad sobre la mayoría de las disciplinas de los deportes de invierno.

#### Combinado nórdico

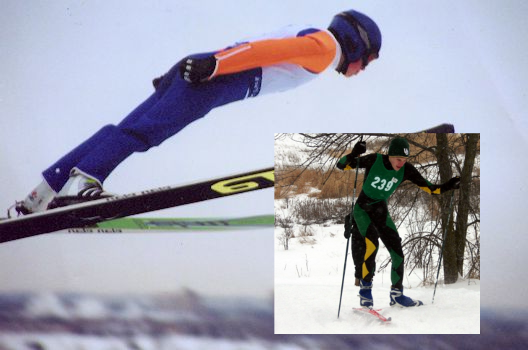
Combined Nordic.

El combinado nórdico es un deporte que combina dos tipos de pruebas: el salto de esquí y el esquí de fondo. Está incluida en el programa de los Olimpiadas. Un practicante de este deporte se denomina corredor de combinada nórdica. Este deporte se originó en Noruega y combina los saltos de esquí, que requieren fuerza física y dominio técnico, con el esquí de fondo, que requiere resistencia y aguante. Es probable que esta práctica fuera un ritual para que los niños se convirtieran en adultos.

#### Snowkite

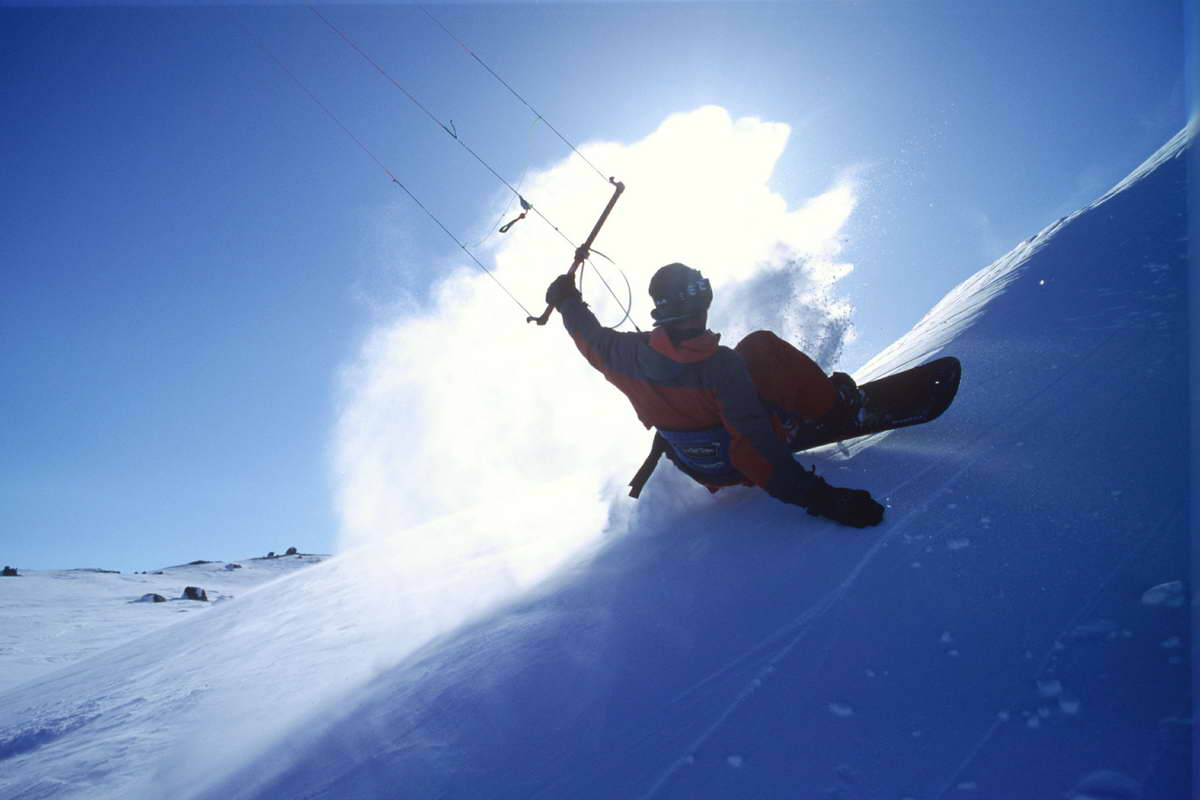
El snowkite es el uso de una vela de tracción con una tabla de snowboard o esquís

El snowkiting es el deporte de invierno homólogo al kitesurf, sustituyendo en esta disciplina la tabla de surf por una tabla de nieve o unos esquís. Los practicantes de este deporte pueden alcanzar velocidades superiores a 70km/h.
Cuando se practica en la montaña, una de las principales diferencias entre este deporte y sus otras versiones (kiteboarding, kite buggy, etc.), es el terreno accidentado que se encuentra en las zonas montañosas. Estos accidentes perturban los flujos de aire, que se vuelven más inestables que en el mar (tanto en fuerza como en dirección), complicando el manejo de la vela.

#### Speed riding

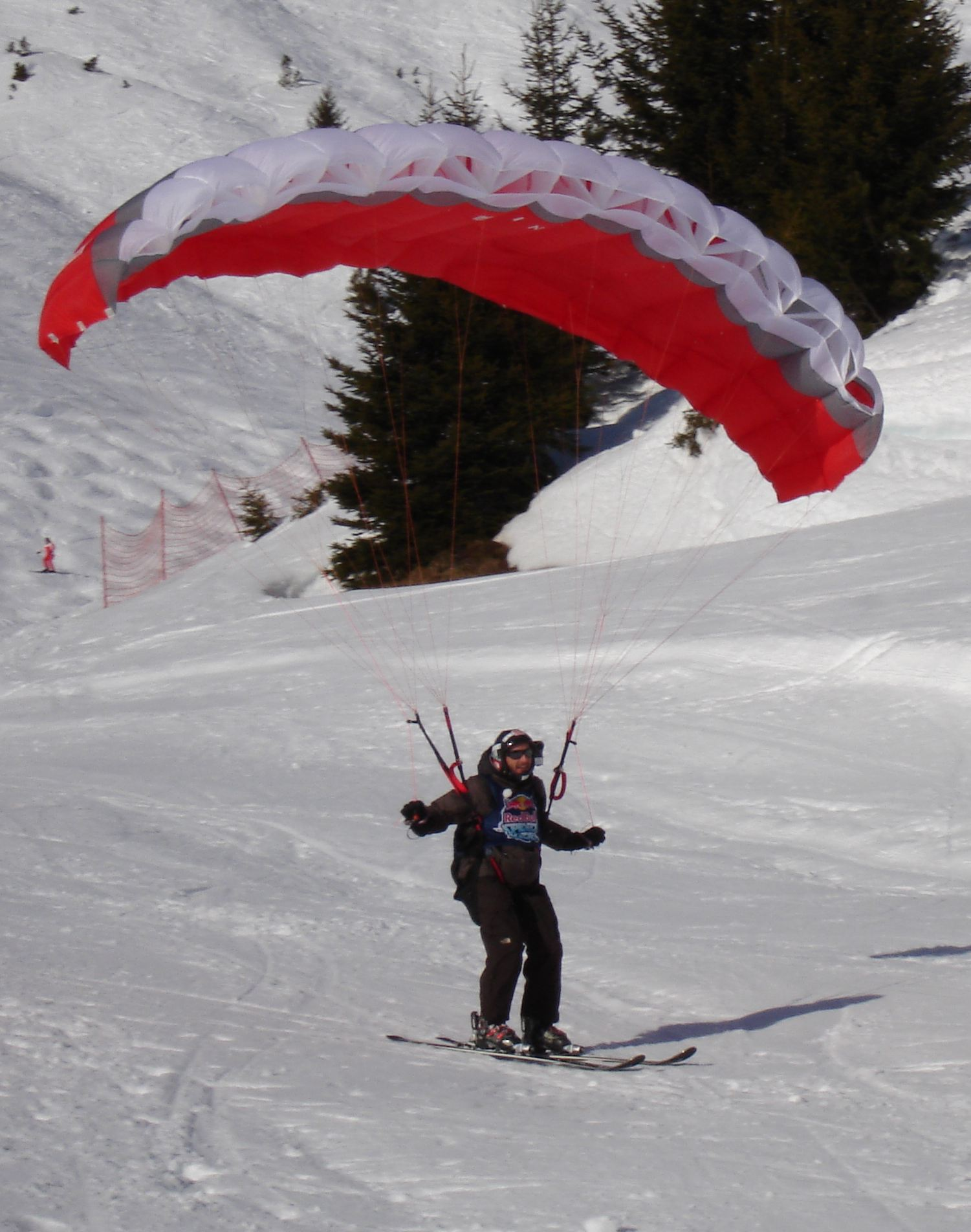
Deportista de velocidad con una vela de 10m²

El speed riding es un deporte que combina el esquí, el parapente y el paracaidismo, cuyo principio es descender por pendientes nevadas equipado con un par de esquís, un arnés y un dosel de pequeña superficie, alternando el planeo y el vuelo, para llegar a lugares que no eran accesibles por medios tradicionales.

#### Woopy jump
El Woopy Jump es un "primo" del speed riding, que utiliza el concepto de un ala inflada para ampliar los saltos de esquí y snowboard.

#### Aerotabla

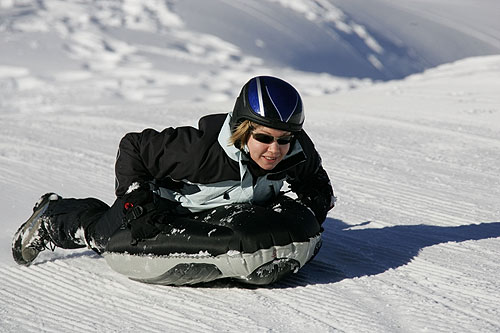
Una aerotabla.

El airboard es una especie de trineo inflable en el que la persona de acuesta para descender por las laderas nevadas, de cabeza.

#### Monoesquí

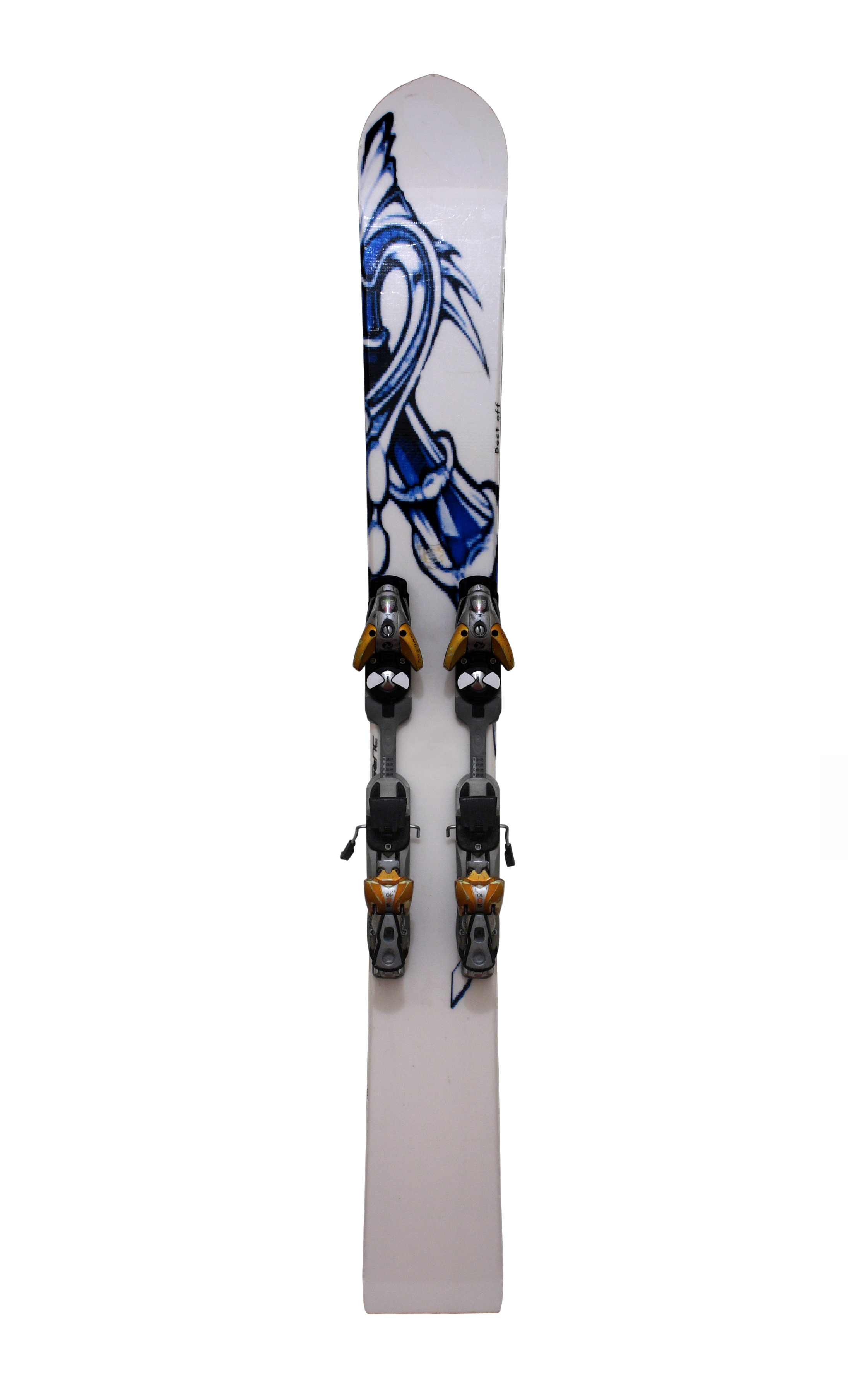
Un monoski.

El monoesquí es una forma de esquí, también es el nombre de la tabla utilizada para practicar este deporte. Al igual que en el snowboard o en el monoboard o en el skwal, los dos pies están sujetos a una sola tabla. En un monoesquí, los pies están uno al lado del otro y apuntan en la misma dirección que la tabla. Se utilizan fijaciones estándar de esquí o fijas de snowboard alpino. A diferencia del snowboard, el monoesquí se realiza con bastones.
El monoesquí es una tabla que se siente tan cómoda en la nieve polvo como en un campo de mogul. Es una máquina versátil por excelencia.

#### Patines
Los amantes del esquí que buscan un esquí fácil de aprender rápidamente utilizan los esquís pequeños, los monopatines o los mini esquís o palas de nieve.

#### Moto de nieve
Una moto de nieve es un vehículo equipado para viajar por la nieve y también es el nombre de un deporte.
Hay muchos tipos diferentes de carreras con motos de nieve:
- carreras en pista ovalada ;
- campo a través ;
- carreras de montaña; * carreras de resistencia; y
- carreras de arrastre;
- carreras de relevos;
- carreras de snowcross.

También existen carreras fuera de temporada en otros tipos de terreno.

#### Raquetas de nieve

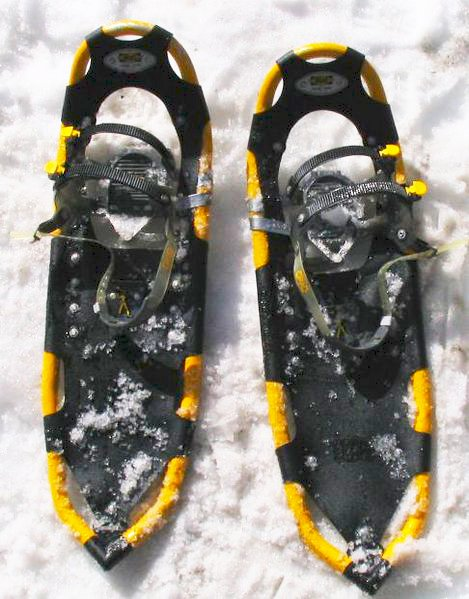
raquetas de nieve modernas.

Las raquetas de nieve, más conocidas como snowshoeing, son un accesorio que permite caminar sobre gruesas capas de nieve blanda. Este modo de desplazamiento es específico de las regiones nevadas de América del Norte y Siberia oriental desde hace miles de años, mientras que el esquí, un deporte de deslizamiento, se ha desarrollado principalmente en Eurasia. Las raquetas de nieve se han convertido en una actividad de ocio, ya sea en las vastas extensiones de bosques boreales y tundras o en una estación de deportes de invierno de cualquier montaña, del mismo modo que el senderismo o la práctica de un deporte con raquetas de nieve.

#### Salto de esquí

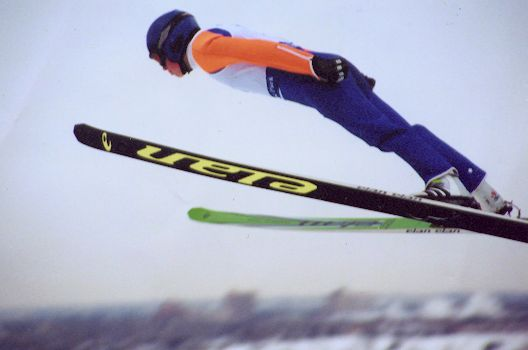
Ski jumping.

El salto de esquí (o ski jumping) es un deporte de invierno en el que los esquiadores descienden por una pendiente en una rampa para despegar (el tremplin), con el fin de llegar lo más lejos posible. Los jueces otorgan puntos en función de la longitud, el estilo de vuelo y el aterrizaje del saltador. Requiere un equipo especial que es fácilmente identificable: los esquís utilizados son largos y anchos.
El salto de esquí es una de las dos pruebas de la combinada nórdica.

#### Esquí alpino

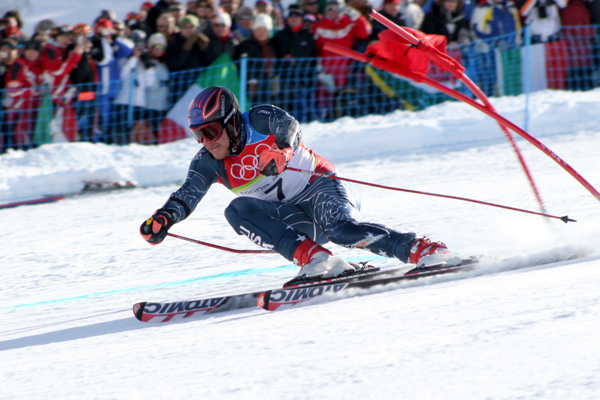
Bode Miller en el eslalon gigante en Sestriere, Italia.

El esquí alpino es un término genérico que engloba varias prácticas de ocio (descenso, fuera de pista) o competiciones con cinco disciplinas (descenso, super-G, eslalon gigante, eslalon y combinada) que se disputan cada año de noviembre a marzo en la Copa del Mundo de Esquí Alpino y que están presentes en los Juegos Olímpicos de Invierno y en los Campeonatos del Mundo de Esquí Alpino. Son carreras contrarreloj y el esquiador pone en marcha el cronómetro abriendo una puerta y lo detiene cuando pasa por una fotocélula. El corredor debe esquiar por un recorrido establecido lo más rápidamente posible, pasando por puertas marcadas con postes. El número, la separación y el tipo de puertas varían según la disciplina, así como la longitud de la vía y su pendiente.
Además del esquí en pista o de competición, el esquí alpino puede practicarse de varias maneras: esquí de estilo libre (o freestyle), freeride (una versión más comprometida del esquí fuera de pista, incluso extremo) o freeskiing (freestyle + freeride). Se trata de deportes de ocio, pero también dan lugar a competiciones especialmente destacadas y patrocinadas.

#### Esquí de estilo libre

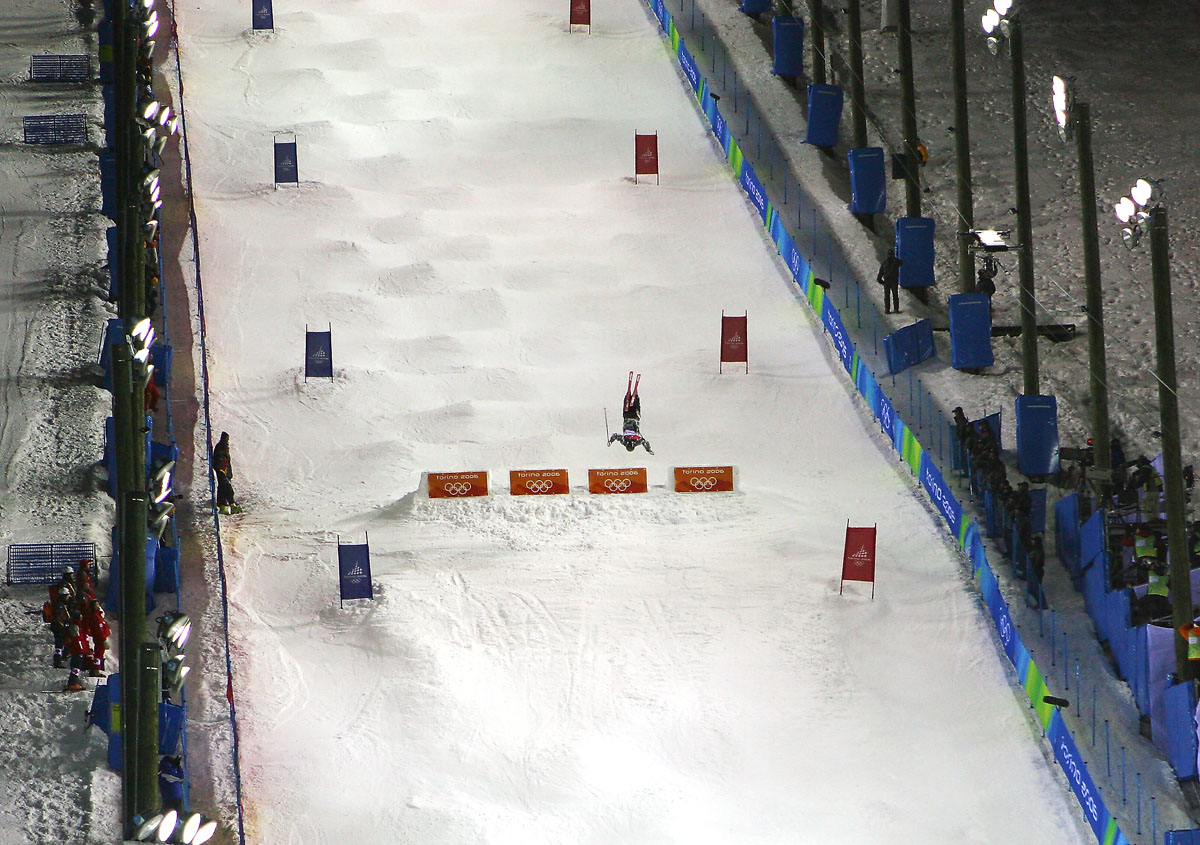
Esquí de estilo libre en los Juegos Olímpicos de 2006 (prueba de moguls).

El esquí de estilo libre es una forma de esquí presente en los Juegos Olímpicos de Invierno, incluye diferentes disciplinas: salto de estilo libre, half pipe, esquí de mogul, slopestyle, skicross y big air. Antiguamente una disciplina de esquí de estilo libre, el ballet ya no se practica de forma competitiva. Este deporte fue reconocido por la Federación Internacional de Esquí en 1979.
Los primeros vestigios del esquí de estilo libre se remontan a la década de 1920 con el alemán Fritz Rauel, que intentó realizar trucos de patinaje pero con esquís (posteriormente llamado ballet o acroski), pero no fue hasta la década de 1960 cuando esta forma de esquí cobró verdadero impulso, No fue hasta la década de 1960 cuando esta forma de esquiar cobró impulso, primero en Norteamérica, donde se celebraron muchas pruebas de exhibición, como saltos y moguls, y después en Europa, donde muchos esquiadores trataron de codificar y establecer verdaderas competiciones.

#### Esquí freeride

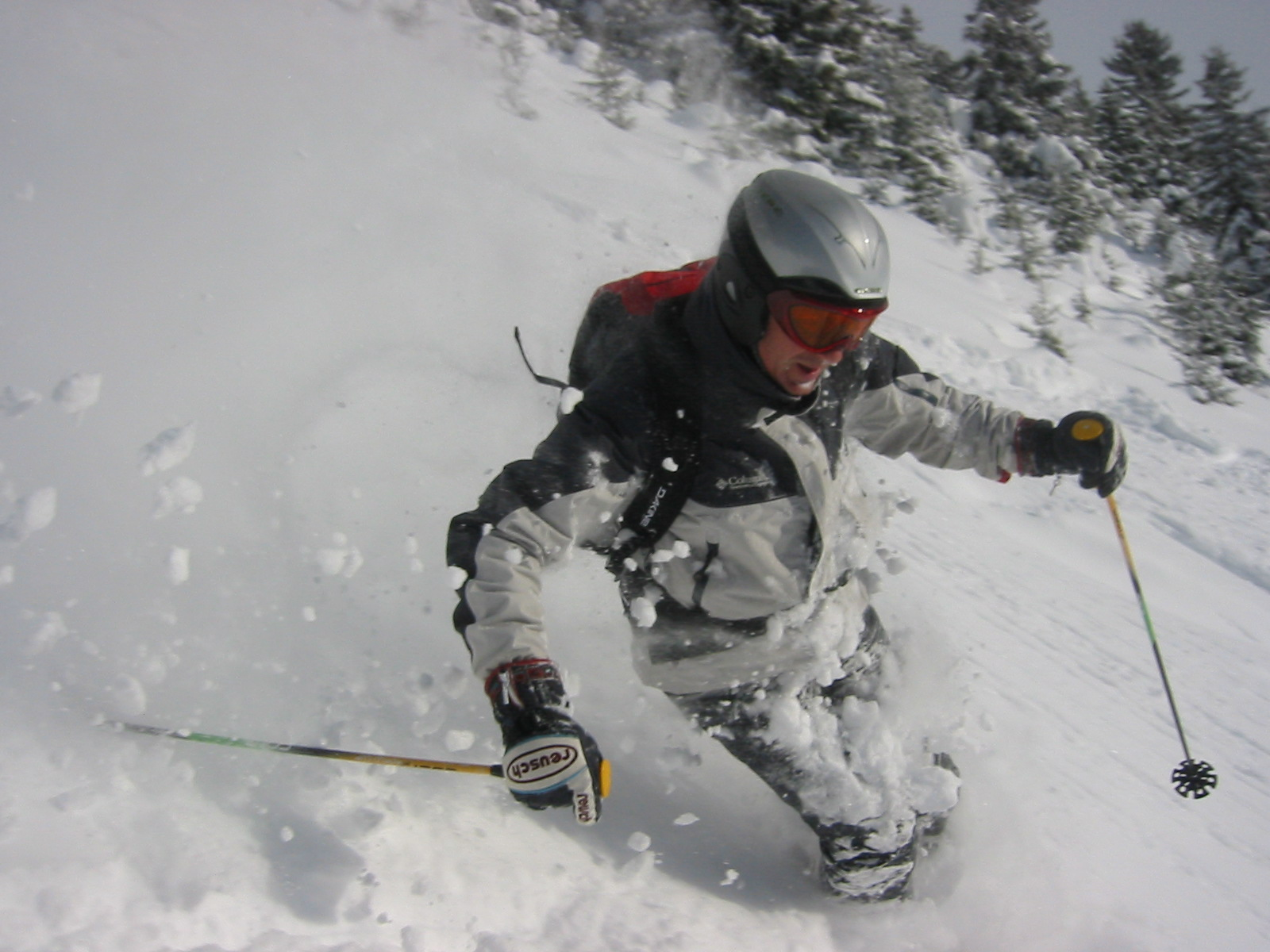
Esquí de fondo

El esquí freeride o freeride es la versión contemporánea del esquí fuera de pista. Actualmente se considera que pertenece a la familia de los deportes extremos, dado el compromiso y la asunción de riesgos que lo caracterizan.

#### Esquí libre
El freeski es un concepto reciente que combina la práctica del freeride con la del freestyle. Las grandes marcas deportivas le dedican equipos específicos.
También es objeto de cursos organizados por las escuelas de esquí, lo que permite a los jóvenes aprender estas dos disciplinas en el mismo curso.

#### Esquí de velocidad
El esquí de velocidad es un deporte de invierno de la familia del esquí alpino que consiste en descender con los esquís una pendiente cubierta de nieve lo más rápido posible. Las reglas de este deporte sólo pretenden garantizar la seguridad del esquiador o "KListe" y la equidad deportiva. El esquí de velocidad es el segundo deporte no motorizado de mayor velocidad después del paracaidismo.
Fue un deporte de demostración en los Juegos Olímpicos de Invierno de 1992 y ya no figura en el programa olímpico. El esquí de velocidad, gestionado por la Federación Internacional de Esquí, se organiza en torno a dos competiciones internacionales: los Campeonatos del Mundo de Esquí de Velocidad, que se celebran cada dos años, y la Copa del Mundo de Esquí de Velocidad, que tiene lugar cada año. También hay competiciones nacionales, puntuales y/o profesionales para batir récords mundiales.

#### Esquí de fondo
El esquí de fondo es un deporte de invierno de la familia del esquí nórdico, popular sobre todo en Europa del Norte, Canadá, Rusia o Alaska. A partir de este deporte se desarrollaron otras disciplinas como el salto de esquí, la combinada nórdica (una combinación de salto de esquí y esquí de fondo) y biatlón (una combinación de tiro con rifle y esquí de fondo). Este deporte se practica mejor en terrenos llanos o accidentados.
Deporte Olímpicos desde la creación de los Juegos Olímpicos de Invierno en 1924, el organismo encargado de regular la disciplina y sus pruebas es la Federación Internacional de Esquí. (FIS), que gestiona las distintas competiciones que jalonan el calendario durante el periodo invernal: los Campeonatos del Mundo. (todos los años excepto el año olímpico), la Copa del Mundo (desde 1982) y la Copa de Maratón (desde 1999 para carreras de larga distancia en cooperación con el Worldloppet).

#### Esquí joëring
El esquí joëring es una disciplina deportiva que combina el esquí y la conducción de carruajes; lo más habitual es que sea ecuestre, aunque existe una forma canina y otra motorizada de la actividad. Se practica con un caballo o poni enjaezado que tira del esquiador con una estructura rígida.
Los esquís no deben sobrepasar 1,50m para no obstaculizar al caballo. Este deporte se practica en la nieve preparada, en una pista cerrada, en las pistas o, más raramente, en los caminos. Esta disciplina es adecuada tanto para esquiadores como para jinetes.
La forma ecuestre del ski joëring se presentó como deporte de demostración en los Juegos Olímpicos de Invierno de 1928 en St. Moritz (1928).

#### Skwal

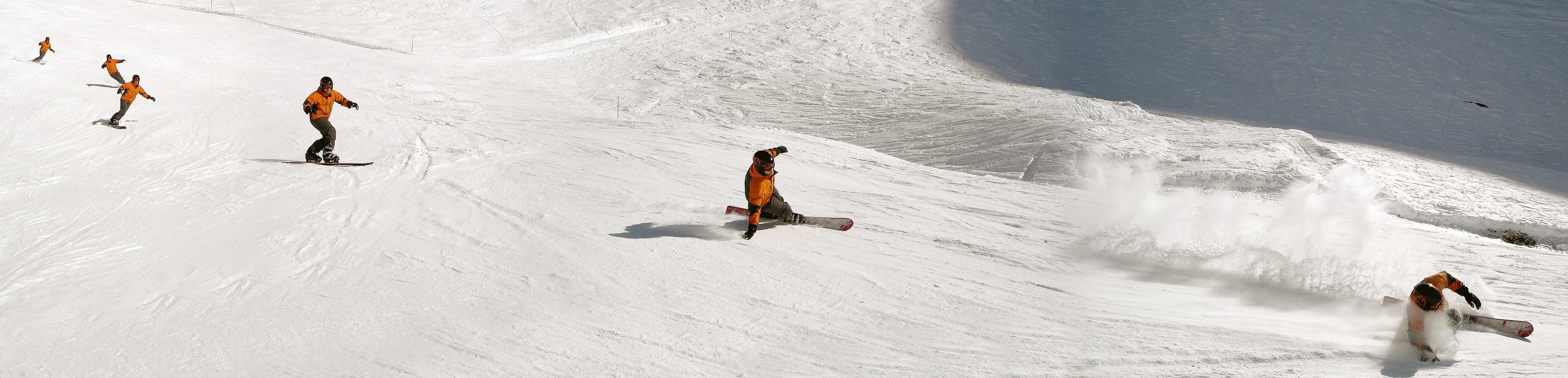
Descomposición de un giro de corte skwal.

El skwal es uno de los muchos deportes de tabla derivados del esquí.
La tabla utilizada para este deporte se llama skwal. Es similar a una tabla de snowboard o a un monoesquí en el sentido de que ambos pies están sujetos a la misma tabla. La particularidad de la posición de skwal es que los dos pies están uno frente al otro, en una línea que sigue la dirección de la tabla. Esto difiere de la posición en una tabla de snowboard (en la que los pies están cruzados en la dirección de la tabla) y en un monoesquí (en el que los pies están uno al lado del otro). A veces se llama a los patinadores "skwaleurs" y "skwalinettes". A diferencia del snowboarder, el skwaleur está sobre su tabla de frente, lo que se acerca más a la posición de un esquiador. Por lo tanto, es un deporte muy especial.

#### Teleboard
Un deporte similar al skwal pero con fijaciones de Telemark en la tabla.

#### Snowboard

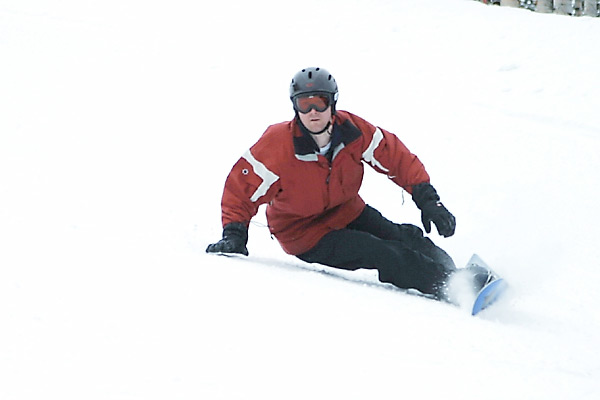
Practicante de snowboard alpino en la pista.

El snowboard, snowboarding o tabla de nieve o incluso snowboarding, es un deporte de deslizamiento sobre nieve. El equipo consiste en una tabla de snowboard (tabla y snow), un par de fijaciones (hay varios tipos) y un par de botas adecuadas. La posición sobre la tabla se inspira en la del surfista: de perfil, con los pies cruzados uno detrás del otro.

#### Snowscoot

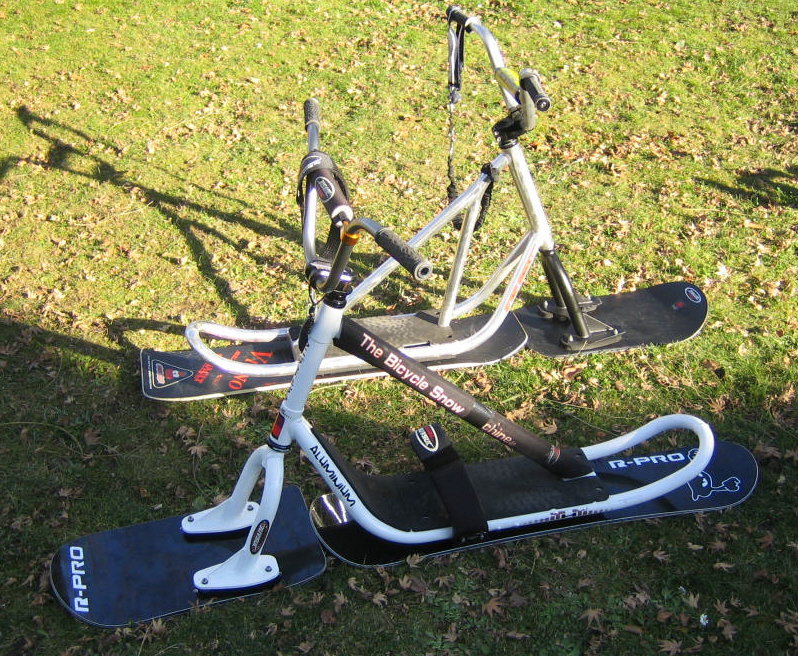
Snowscoots, aluminio blanco 2002, metal Sunn alu 1998.

El Snowscoot es un deporte de invierno nacido en los años 90, que se practica deslizándose sobre la nieve con la ayuda de una máquina.
El snowscoot es un deporte de descenso y se practica en el mismo entorno que el esquí alpino o el snowboard, en estaciones de esquí o fuera de pista, y en todas las condiciones de nieve.
El snowscoot es una máquina que consta de un cuadro, dos tablas diferentes similares a las de snowboard, una horquilla y un guidón para dirigir la tabla delantera.
La tabla trasera está unida al cuadro y la delantera a la horquilla.

#### Telemark

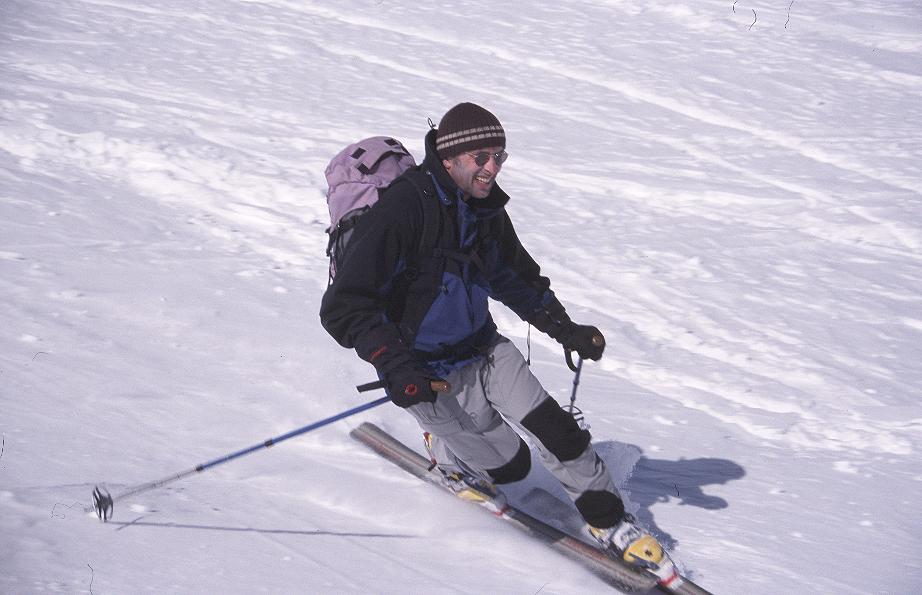
Esquiador de estilo Telemark.

El esquí de telemark es la técnica ancestral del esquí alpino. El descenso se realiza con el talón libre, lo que permite ejecutar giros armoniosos llamados "giros de telemark". El giro de telemark se realiza con una flexión de la pierna interior. Es una de las disciplinas de esquí más antiguas, inventada en 1868 por un carpintero del condado de Telemark (Noruega), Sondre Norheim.

#### Esquí de travesía

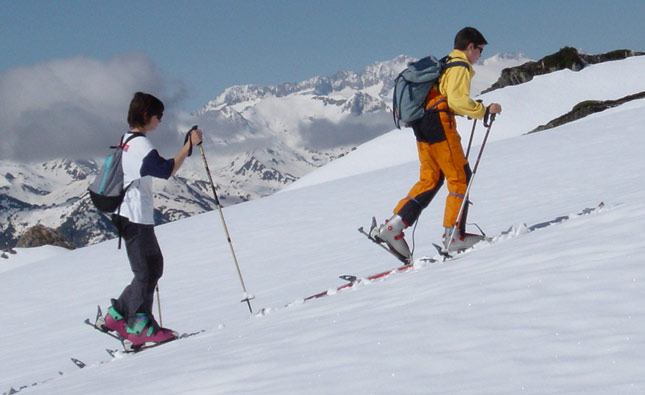
Esquí de fondo

El esquí de travesía es un estilo de esquí más cercano a la naturaleza, ya que no utiliza remontes, sino que sube a las montañas con pieles de foca antes de descender al estilo del alpino.
El esquí de travesía puede implicar técnicas de montañismo. También se denomina esquí de montaña, a veces como esquí-alpinismo que se aplica más fácilmente a la versión de competición del esquí de travesía y utiliza un equipamiento especial sobre todo en cuanto a la reducción de peso.

#### Freerando
El freerando (esquí freeride + esquí de travesía) es una disciplina que favorece el descenso fuera de pista de sectores a los que antes se llegaba con viajes cortos que combinan remontes y esquí de travesía con pieles. El equipo utilizado es específico de esta disciplina: esquís de travesía con fijaciones de travesía pero de longitud y anchura similares a los esquís de freeride. Se utiliza con botas adaptadas, conocidas como botas de freerando, también comercializadas por las principales marcas de deportes de invierno.

#### Esquí nórdico de travesía
Existe otra forma de esquí de travesía, el esquí nórdico, en el que los esquís están mucho más cerca del equipo de esquí de fondo que del equipo de esquí alpino. Se practica sobre todo en los países del norte de Europa y en Canadá. Esta disciplina se sitúa entre el esquí de fondo y el de travesía y los perfiles de media montaña siguen siendo su terreno preferido. Forma parte de la familia del esquí nórdico.

#### Esquí extremo
El esquí extremo, es la disciplina de todos los superlativos, tanto por el riesgo que conlleva como por el entorno en el que se desenvuelve el esquiador: alta montaña, caras norte, corredores y caras escarpadas, aisladas y sombreadas, etc. Requiere una técnica de esquí perfectamente dominada porque los errores rara vez se perdonan.

#### Esquí de fondo
El esquí de fondo (o speed-touring) pertenece a la familia del esquí de travesía. Es una disciplina intermedia entre el esquí de travesía y el esquí de montaña. Se practica en las pistas de esquí y consiste en subirlas, preferiblemente por la mañana antes de que abra el dominio esquiable. Se centra en el entrenamiento cardiovascular en sesiones cortas pero físicamente intensas. Utiliza un equipo de travesía clásico o híbrido que, dadas sus características, especialmente su ligereza, permite también el entrenamiento de esquí de montaña.

#### Splitboarding
El splitboarding es un deporte de invierno que consiste en practicar el snowboarding sin el uso de remontes, similar al esquí de travesía.
Las tablas de snowboard más adecuadas para este deporte son freeride o Snowboard#Swallow tail ya que estas tablas son ideales para fuera de pista.

#### Polo de nieve
El polo de nieve es una variante del polo, desarrollada en la década de 2000, en la que los partidos se disputan en un campo cubierto de nieve.

#### Golf en la nieve
Según el mismo principio que el polo, el golf en la nieve es una variante del golf clásico y una disciplina de ocio confidencial, pero también una competición amistosa (Winter Golf Cup, etc.).